# Tern
Tern (în ucraineană Терн, transliterat: Tern) este un râu în Ucraina, afluentul drept al Sulei (bazinul hidrografic al Niprului). Curge prin raioanele Konotop, Burîn și Nedrigailov din regiunea Sumî. Are o lungime de 76 km, suprafața bazinului hidrografic al râului este de 885 km².
Izvorăște la sud-vest de satul Saltîkovo (raionul Konotop). Valea râului are o lățime de 2 km și o adâncime de 15 m. De-a lungul ambelor maluri se află lunca inundabilă, slab conturată, care are lățime de până la 600 m. Albia râului este ușor șerpuită, și are o lățime de până la 5 m. Panta râului este de 0,37 m/km.
Alimentarea râului este mixtă. Îngheață la începutul lui decembrie, se dezgheață în a doua jumătate a lui martie. Debitul râului este reglat de ecluze. Apa este folosită pentru alimentarea cu apă a întreprinderilor și piscicultură. În lunca râului se efectuează lucrări hidroameliorative.